# 케이프 궤간

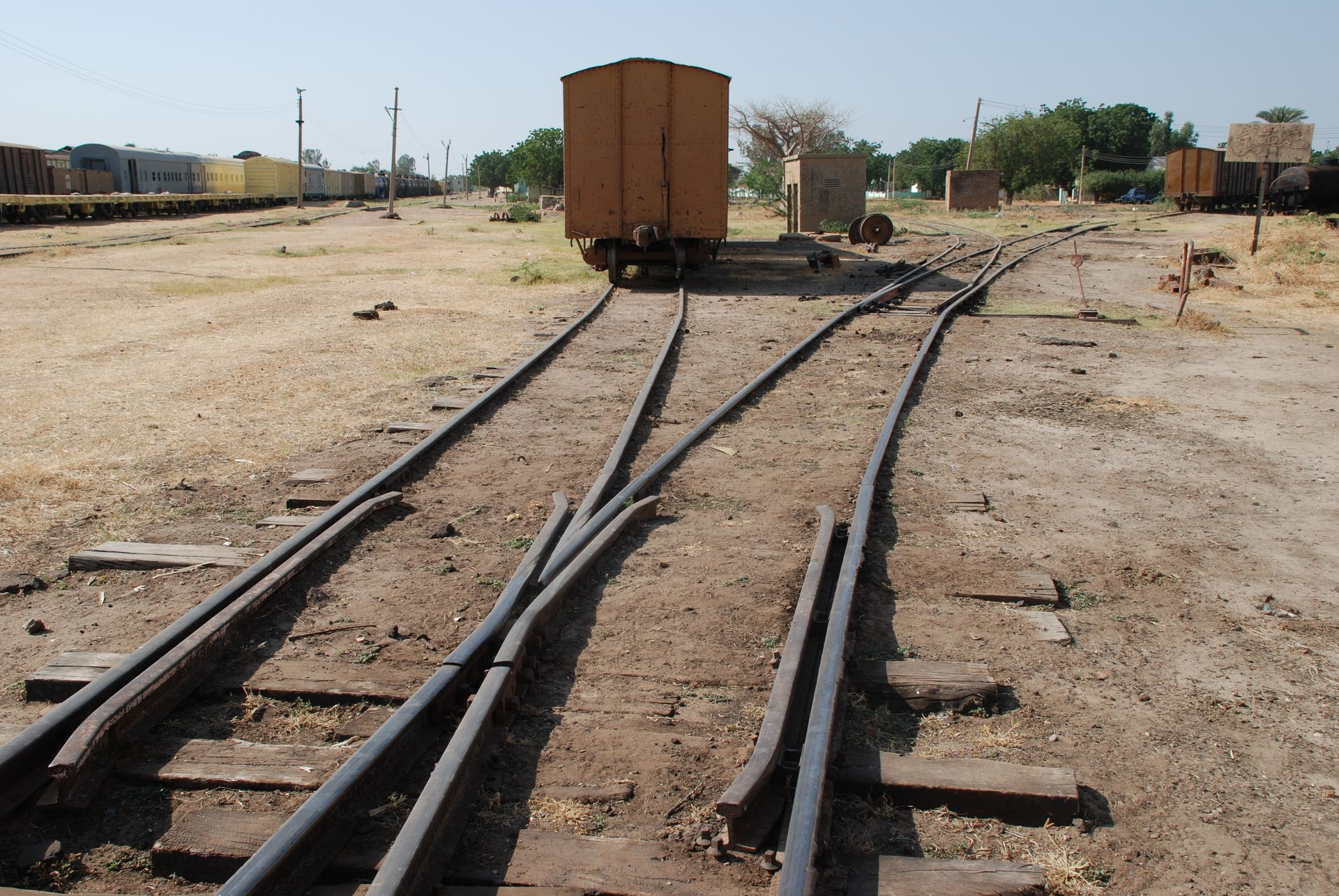
수단 코스티에 있는 케이프 궤간 철도

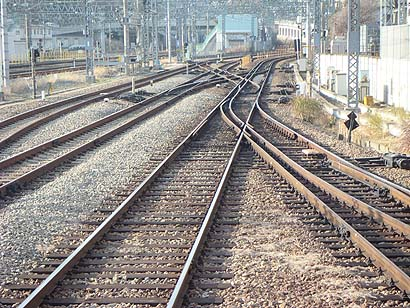
일본 오다와라역 근처에 있는 표준궤와 케이프 궤 철도

케이프 궤간은 3 ft 6 in (1067 mm) 협궤를 가리킨다. 전 세계적으로 약 112,000km의 케이프 궤간 철도가 설치되어 있다. 노르웨이 공학자 칼 아브라함 필(Carl Abraham Pihl)이 제안하였고, 1862년 첫 케이프 궤간 철도가 부설되었다. 궤간의 이름인 케이프는 1873년 이 궤간을 받아들인 케이프 식민지(현 남아프리카 공화국)에서 온 이름이다. 때때로 칼 아브라함 필의 이름 약자인 CAP 궤간으로 불리기도 한다.

## 역사
초기 케이프 궤간은 짧은 철도에만 활용하였다. 칼 아브라함 필이 최초로 건설한 철도는 1862년 노르웨이 하마르 근처를 지나는 철도이다. 험난한 산악 지형과 낮은 인구 밀도 때문에 표준궤로 건설하였을 때 이익이 나기 힘들다는 판단에서 협궤로 건설하였다. 차량 제작 비용과 노선 건설 비용 둘 다가 표준궤보다 한참 쌌기 때문에 1880년까지 980km의 케이프 궤간 철도가 노르웨이에 부설되었다. 이후 지선을 제외하고 1904년부터 1949년까지 표준궤로 개궤되었다. 현재 유럽에서 간선 철도에 케이프 궤간을 찾아볼 수는 없으며 산업선이나 노면 전차 등에서만 찾아볼 수 있다.
이후 남아프리카에 철도를 부설하면서, 해안지역과 내륙지역의 현저한 고도차이로 인해 표준궤를 사용한 부설이 난항을 겪게 되었다. 그래서 대안으로 1067mm의 궤간을 채용하여 부설하기 시작했는데, 이것이 영국의 아프리카 지역 팽창을 거치면서 크게 보급되었으며, 남아프리카 공화국에서는 국가의 표준으로 채용되기에 이른다. 이러한 연원으로 인하여 케이프 궤간이라는 명칭이 붙게 되었다.
현재 케이프 궤간은 일본, 오스트레일리아, 인도네시아, 대만, 아프리카 국가 등지에서 찾아볼 수 있다.

## 사용처
전 세계적으로 112,000km의 철도가 케이프 궤간으로 부설되어 있다..
- 일본(재래선) : 20,182 km[5]
- 오스트레일리아 : 15,160 km
- 인도네시아 : 5,961 km[6]
- 뉴질랜드 : 3,900 km
- 타이완(중화민국) : 1,097 km
- 남아프리카 및 중앙 아프리카
- 러시아 사할린 섬 :  러시아 궤간으로 개궤 중
- 필리핀

이 외에도 일부 국가의 산업선이나 기타 궤도 교통이 이 궤간을 사용한다.

### 과거 사용했던 지역
- 노르웨이의 일부 간선은 1,067mm 케이프 궤간으로 건설되었다가, 이후 표준궤로 개궤되었다.
- 1904년 러일 전쟁 당시 일본 제국은 남만주 철도를 1,524mm 러시아 궤간에서 1,067mm 케이프 궤간으로 개궤하였다. 이후 일본 제국령이 된 남만주 철도는 1907년 표준궤로 바뀌었다.[7]

## 대한민국에서의 사용
이 궤간은 대한민국에서는 노면전차 등 궤도법의 적용을 받는 노선에만 적용되었다. 1899년 서울전차에 적용된 것이 시초이며 이후 부산전차, 경성궤도, 함평궤도 등의 노선에 적용되었으나 1960년대에 이들 노선이 모두 철거되어 현재는 사용되지 않는다.

## 같이 보기
- 칼 아브라함 필
- 일본의 궤간 변경에 관한 논쟁